# 非建制地區
非建制地區（英語：Unincorporated area）普遍存在於美國、加拿大、澳洲等國家，是指一個地區並沒有自治權，而是被更高層的行政區劃（例如國家、省、州、郡或縣）所管理。通常當一個地方政府被廢除時，將轉由更高層的行政區劃來提供該地區的服務。
有些國家或地区的所有地區都是建制地區，例如中华人民共和国、法國、巴西。

## 案例

### 美國
美國本土的非建制地區通常由該地區所處的所管理。

### 香港
- 落馬洲河套地區：位於香港與深圳市邊境地區，與元朗區和北區接壤，但不屬於任何地方行政區。[2]
- 深圳灣口岸港方口岸區：不屬於香港任何一區，由香港政府多個部門共同組成深圳灣口岸港方口岸區建築物管理委員會管理。

### 中華民國（臺灣）
現今臺澎金馬所有的區域皆被劃入三級（鄉鎮市區）以上的行政區劃中；但在四級行政區劃（村）層面，並不是所有地區皆有建制，像是新竹市北區、香山區、高雄市小港區的機場用地，以及澎湖、金門、馬祖等離島地區的部分島嶼未劃入任何村里。

### 挪威
- 斯瓦尔巴和扬马延：行政區劃上，斯瓦尔巴群岛獨立於挪威本土的19個郡，為一非建制地區。

### 巴基斯坦
- 自由克什米爾

## 另見
- 普查规定居民点
- 类似乡级单位